# Nomima prophanes
Nomima prophanes är en fjärilsart som beskrevs av John Hartley Durrant 1916. Nomima prophanes ingår i släktet Nomima och familjen träfjärilar. Inga underarter finns listade i Catalogue of Life.